# Melksanering

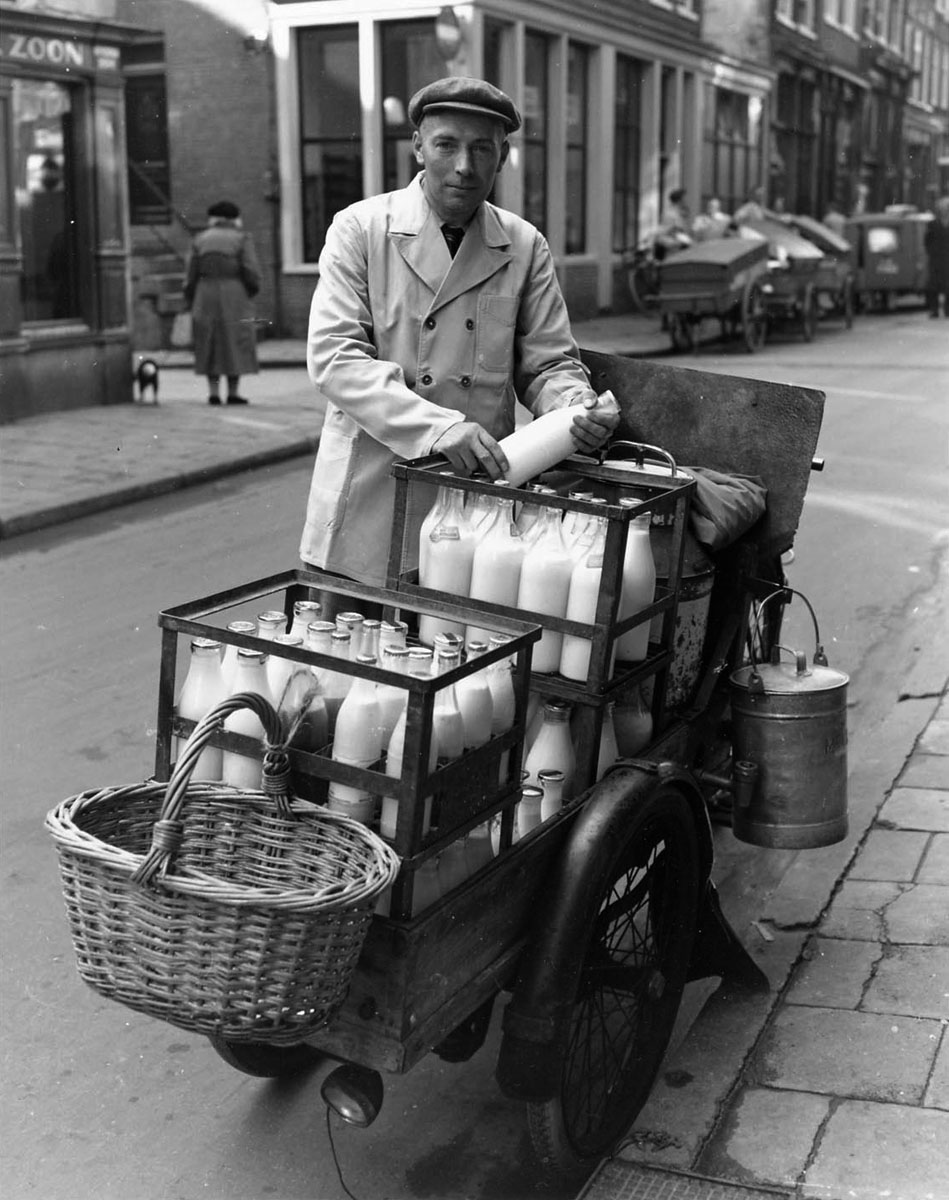
Amsterdamse melkboer in 1953.

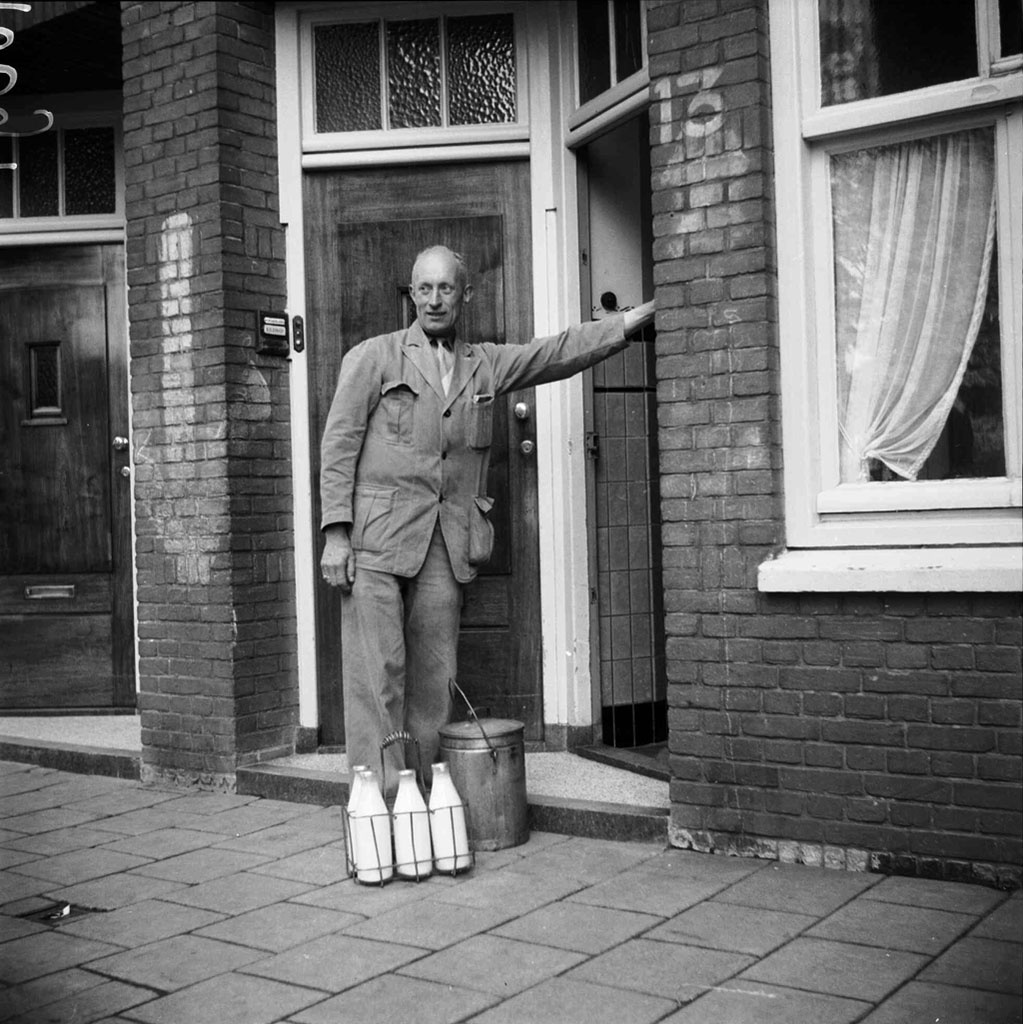
Melkboer in Amsterdam in 1952

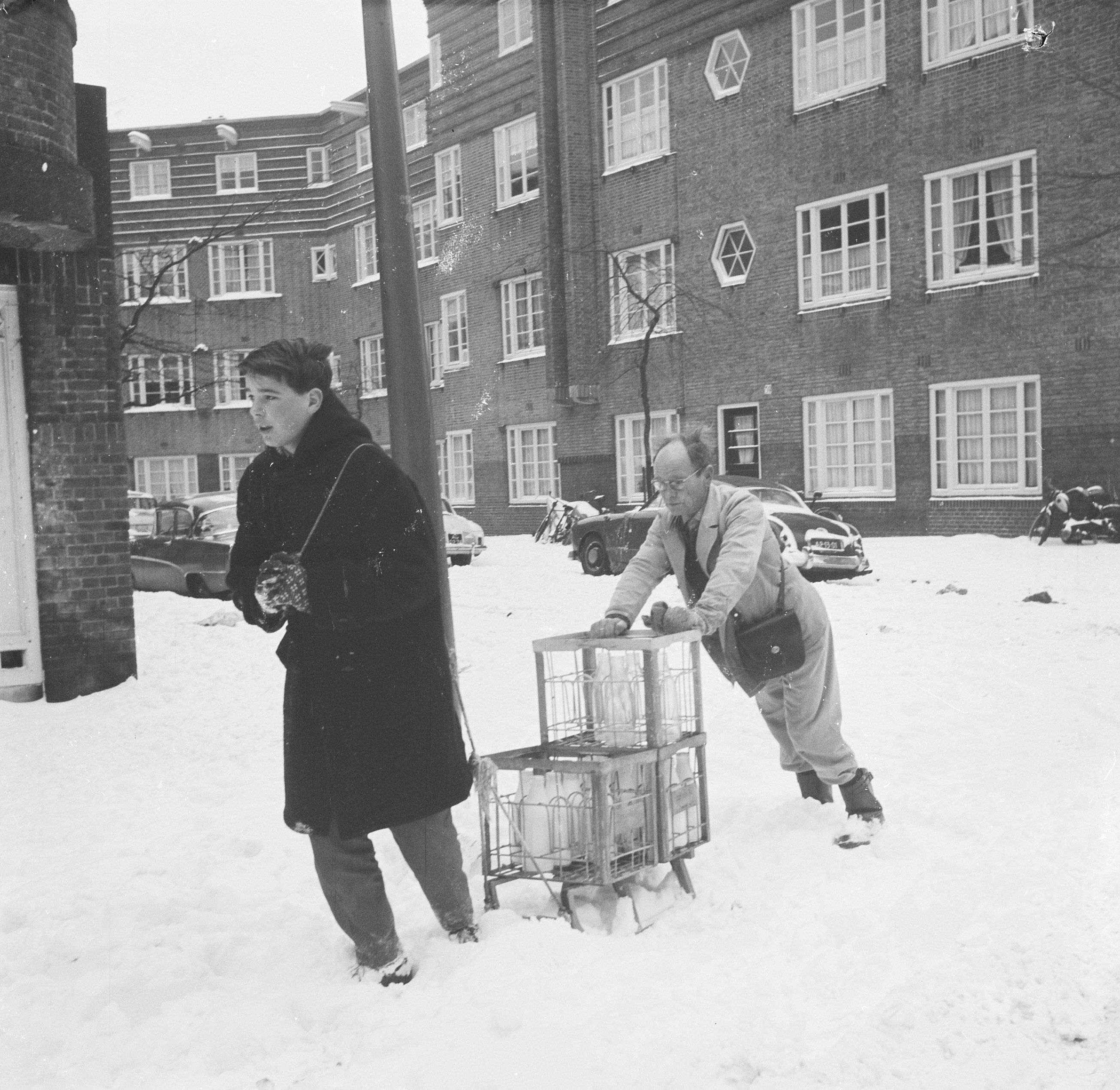
Melkboer met slee, Amsterdam 31 december 1962

De term melksanering werd in de periode 1946-1966 in Nederland gebruikt voor het herindelen van de ventwijken van melkbezorgers.

## Voorgeschiedenis
Melkboeren met een ventwijk waren door het verspreid wonen van hun klanten meer tijd bezig met zich te verplaatsen dan met verkopen. Uit een onderzoek in 1927 was al gebleken dat in Amsterdam een melkbezorger gemiddeld bijna een half uur onderweg was voordat hij zijn eerste klant zag. Gemiddeld moest hij daarna vijftien straten langs met per straat gemiddeld nog geen vijf klanten. De roep om de ventwijken zo in te delen dat de klanten van een venter dicht bij elkaar woonden werd vanaf 1946 steeds luider. Er werd in 1946 nog losse melk verkocht en bij klanten die pas laat de melkboer aan de deur kregen was die melk zeker op warme dagen niet meer echt vers. Op zich was sanering voor de venters en de klanten een goede zaak, maar de manier waarop het werd geregeld bepaalde of het soepel of stroef ging. Grote media-aandacht kreeg de melksanering, hoewel het probleem ook speelde bij andere venters, bijvoorbeeld bij bakkers.

## Saneringscommissies en actiecomités
In dorpen en kleine steden regelden de melkslijters de herindeling van de wijken onderling. Als ze goed communiceerden en de huisvrouwen erbij betrokken, leverde dat weinig problemen op en werden klachten snel opgelost. In plaatsen waar huisvrouwen onverhoeds opeens een onbekende melkboer aan de deur kregen kwam er vaak verzet. Ze vormden een actiecomité en ze kregen steun van de Nederlandse Vereniging van Huisvrouwen. De herindeling van wijken ging daar uiteindelijk wel door maar men bleef jarenlang ontevreden, zoals in Bussum in 1952: ‘Sinds 1948 hebben wij niets dan leed en ellende ondervonden van de maatregel die als een knellende dwang wordt beschouwd.’ 
In grote gemeenten werd een saneringscommissie gevormd, die de sanering ging organiseren. In Amsterdam bestond die commissie uit vertegenwoordigers van de drie bonden van melkhandelaren. Het Bedrijfschap voor Zuivel kon de sanering dwingend opleggen en het saneringsgebied afsluiten voor nieuwe vestigingen, maar deed dat alleen als 90% (gerekend zowel naar aantal als naar omzet) van de melkhandelaren voorstemde. Die dwang was voor sommige melkslijters reden om een actiecomité te vormen en te strijden voor de ‘vrije slijter’. Bij de voorbereiding van de sanering was overleg met huisvrouwenorganisaties verplicht en toestemming van het gemeentebestuur vereist. Er moest een vertrouwenscommissie komen onder leiding van een consument, die klachten behandelde die na de sanering waren ontstaan. In veel gemeenten vond men het te moeilijk om aan alle voorwaarden te voldoen. In 1954 was dat slechts 22 van de 200 gesaneerde gemeenten gelukt. De andere gemeenten saneerden ‘vrijwillig’, zonder instemming van het Bedrijfschap.

## Saneringsregelingen

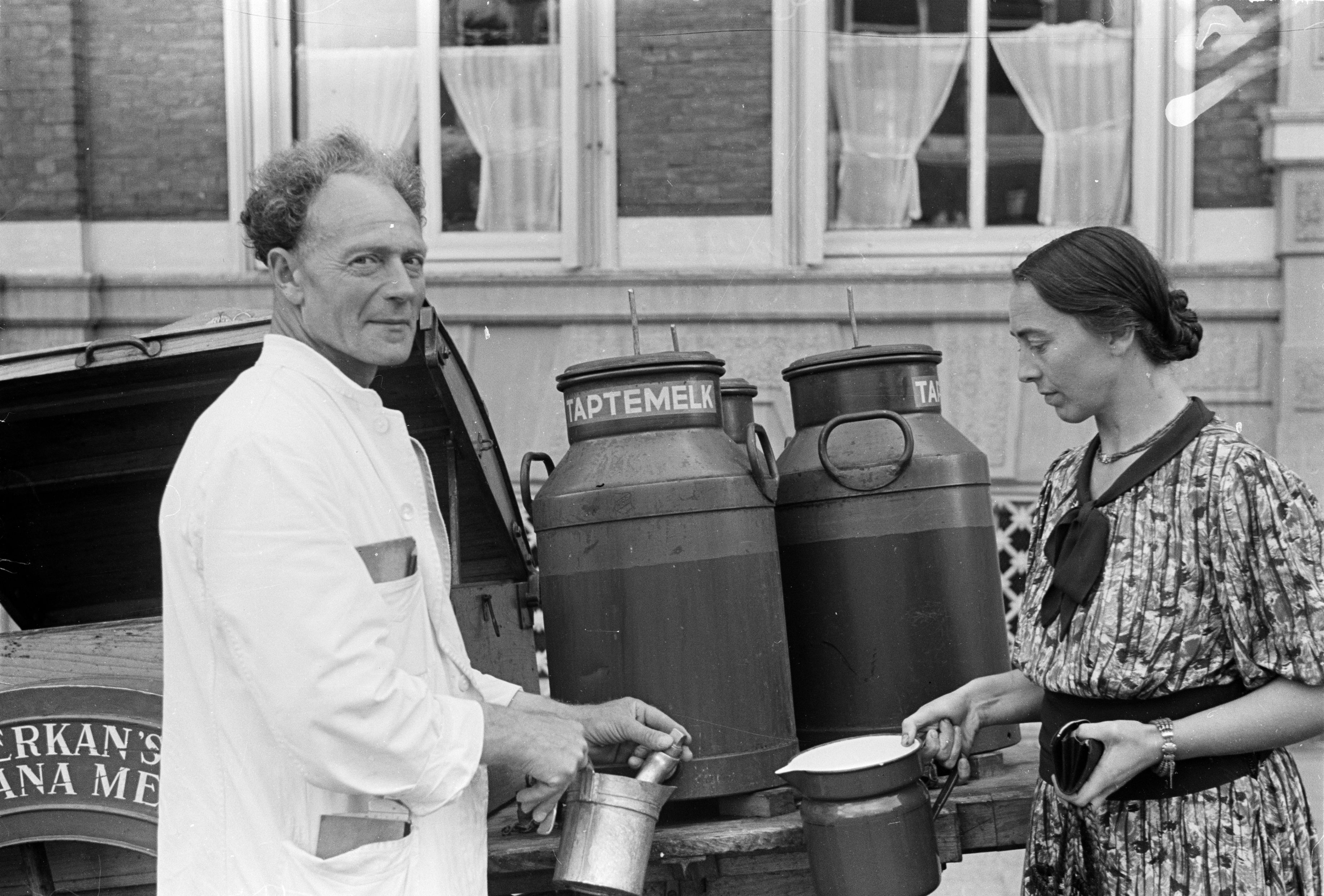
Melkboer tapt melk uit melkbus, bestemd voor de melkkoker van de huisvrouw

Als er was besloten tot sanering leverden de slijters bij de commissie lijsten in met naam en adres van hun klanten en met gegevens over hun bestaande omzet. De commissie herverdeelde de klanten zo over de slijters dat ze een aaneengesloten blok straten als wijk kregen, met zoveel klanten dat ze ongeveer op hun oude omzet kwamen. Wie na de sanering meer omzet maakte dan zijn vroegere basisomzet moest de winst over dat meerdere (geheel of een hoog percentage) afdragen ten behoeve van degenen die onder hun oude omzet bleven. 
Wie met zijn melkzaak stopte kreeg een periodieke uitkering gebaseerd op zijn melkomzet in het verleden. Deze melkomzet kwam beschikbaar voor de overige slijters. De financiële regelingen hadden vaak een onbepaalde duur. Als iemand zijn zaak kwijt wilde, moest hij die in sommige gemeenten verplicht aanbieden aan de saneringscommissie en genoegen nemen met wat hij ervoor kreeg. Met de melkfabrieken werd afgesproken dat ze alleen zouden leveren aan slijters die meededen aan de sanering en dat ze de zogenoemde vrije slijters als klant zouden weigeren of in elk geval niet méér zouden leveren dan hun vroegere omzet.

## Ingrijpen overheid
Het verzet van de actiecomités, zowel van huisvrouwen als van melkslijters, leidde in 1954 tot maatregelen van de minister van Economische zaken Zijlstra. In plaats van de permanente afdracht van de winst op extra omzet moest een overeenkomst van koop en verkoop worden gesloten. De verplichte aanbieding van te verkopen melkzaken aan de saneringscommissie werd verboden. Wie niet meedeed aan de sanering mocht niet worden uitgesloten van melklevering door de fabrieken. (Hiermee hield de vrije slijter bestaansrecht.) De duur van de saneringsregeling werd beperkt tot vijf jaar. Huisvrouwen kregen de vrije keus uit drie slijters. Saneringsregelingen die hieraan niet voldeden werden geschorst.
De minister wilde verder dat de vruchten van de sanering voor minstens de helft werden doorgegeven aan de consument.  In maart 1958 had de minister een verordening van het Zuivelschap goedgekeurd, waarbij de verplichte bezorging in hoge gebouwen was beperkt tot de eerste woonlaag. In april 1959 werd het ontwerp ‘verordening voorwaarden rationalisatie voor de melkbezorging’ goedgekeurd door het bestuur van het Bedrijfschap voor Melk en Melk- en Zuivelproducten. De plaatselijk saneringscommissies moesten zich aan de richtlijnen in die verordening houden. Uitgangspunten van de verordening waren: verkorting van de bezorgroutes, economisch verantwoorde melkdistributie en verbeterde kwaliteit en hygiëne.

## Vrije slijter in de knel
De formeel toegestane vrije slijter werd door gesaneerde collega’s beschouwd als een profiteur. In een aantal gevallen zetten ze hun melkfabriek onder druk om de vrije slijters niet te leveren. Dat leidde tot rechtszaken die de gesaneerden meestal verloren. Ook waren er berichten dat vrije slijters met eieren werden bekogeld of werden klemgereden. Van een enkeling werd de woning ’s nachts belaagd. Een ‘controleur melksanering’ had met een levensgevaarlijke manoeuvre een melkauto geblokkeerd omdat hij meende dat die een vrije slijter bevoorraadde. Hij werd veroordeeld tot vier dagen hechtenis en was zijn rijbewijs een half jaar kwijt. 

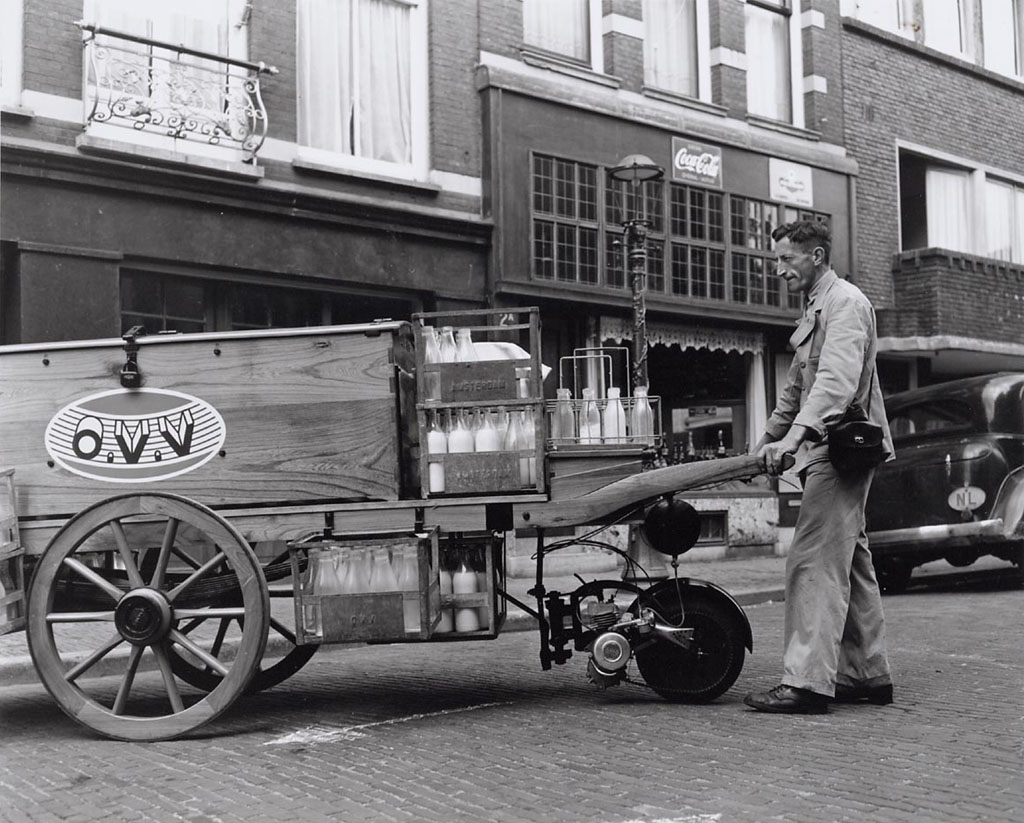
Melkwagen met hulpmotor en melkventer van de O.V.V. (De Onderlinge Vereeniging van Veehouders tot Verkoop van Zuivere Koemelk), Amsterdam, 18 juli 1953

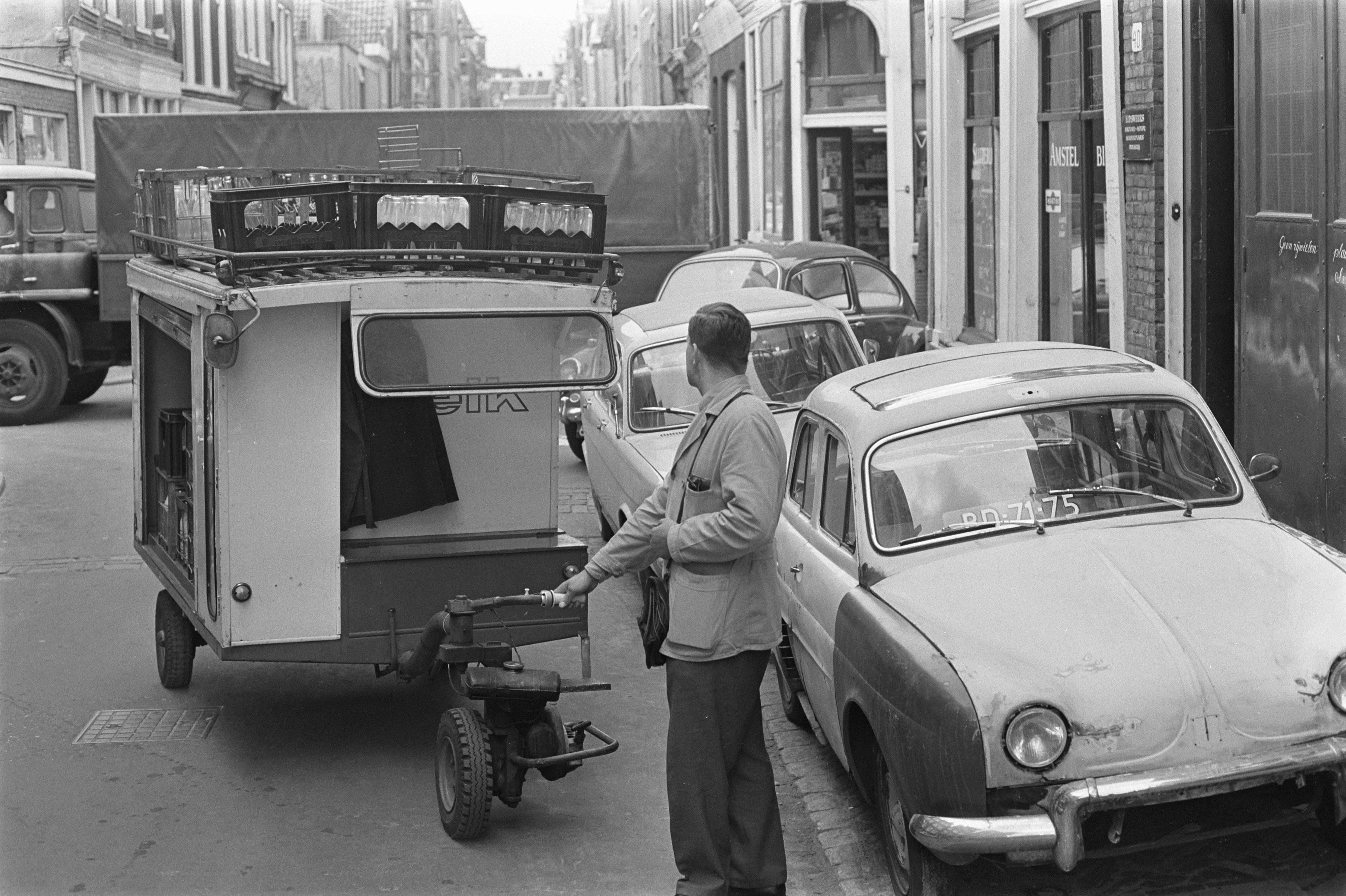
Melkboer in het nauw, kar met hulpmotor 1967

## Melksanering en politiek
De macht van de bedrijfschappen en de melkprijspolitiek van de overheid waren belangrijke kritiekpunten van Boer Koekoek van de Boerenpartij, die in 1959 wel enig succes had bij de gemeenteraadsverkiezingen in Gelderland. Koekoek wilde ook de landelijke politiek in met een bredere partij: Boeren-, Burgers- en Middenstandspartij. Toen in december 1958 plotseling het kabinet viel moesten partijen uiterlijk 28 januari 1959 hun kandidatenlijsten inleveren voor de vervroegde landelijke verkiezingen op 12 maart 1959. 
Koekoek had geen tijd meer om zijn partij om te vormen, maar hij zocht aansluiting bij de onrust in het westen rond de melksanering. Tijdens zijn verkiezingscampagne op 10 maart in Amsterdam beloofde hij dat binnen een maand de huisvrouwen daar bij de vrije melkslijters volle melk met 3,7 % vet konden kopen voor 37 cent per liter. Die levering zou mogelijk worden door samenwerking tussen zijn vereniging De vrije boer, het Amsterdamse burger-actiecomité tegen de melksanering en het hoofdstedelijk Actiecomité tegen de Melksanering 'De Vrije Slijter'. De voorzitter van dit Aktiecomité, melkslijter B.A.J. Overmars, stond op de elfde plaats van Koekoeks kieslijst. Het hielp niet, zijn partij haalde niet de kiesdeler. 

## Huis-aan-huis bezorging minder belangrijk
Rond 1960 kreeg de melksanering ook in de grote steden zijn beslag. Na 1962 zijn er nauwelijks nog berichten over problemen. Bovendien verdween het grote belang van huis-aan-huis bezorging in rap tempo. Huisvrouwen waren steeds vaker niet thuis, omdat ze werkten of naar tennis, jazzballet, praatgroep of moedermavo waren. De SRV-wagen liep ook tegen dat probleem op.  